# Stoppt die Todesfahrt der U-Bahn 123
Stoppt die Todesfahrt der U-Bahn 123 (Originaltitel: The Taking of Pelham One Two Three) ist ein Kriminalfilm-Thriller aus dem Jahr 1974. Er basiert auf dem Roman Abfahrt Pelham 1 Uhr 23 (gleicher Originaltitel) von John Godey. Walter Matthau stellt sich in seiner Rolle als Sicherheitschef der New Yorker U-Bahn einer Gruppe von vier Geiselnehmern entgegen.

## Handlung
Eines frühen Nachmittags entführen vier Gangster in New York einen Zug der U-Bahn-Linie 6. Da die Abfahrt von der Endstation Pelham Bay Park nachmittags um 1.23 Uhr stattfand, wird der Zug mit dem Codenamen „Pelham 123“ bezeichnet. Die vier Entführer sind gleich gekleidet und maskiert und haben sich Decknamen nach Farben gegeben. Anführer und Organisator ist der ehemalige Söldner Ryder, Deckname Mr. Blue. Die Forderung beträgt eine Million Dollar. Sollte der Geldbetrag nicht in einer Stunde bei den Gangstern sein, so würde für jede Minute, die überschritten wird, eine Geisel erschossen werden.
Verhandlungspartner ist Lieutenant Zachary Garber von der New Yorker U-Bahn-Polizei. Bevor es allerdings zu einer Lösegeldübergabe zwischen den Entführern und der U-Bahn-Polizei kommt, wird der Fahrdienstleiter des U-Bahnhofs Grand Central–42 Street, Caz Dolowicz, der den entführten Zug betreten will, von dem Entführer Mr. Grey erschossen. Der Streifenpolizist James, der den Vorfall beobachtet, kommt in eine heikle Situation, da sich vor ihm der Zug mit den Entführern befindet und hinter ihm Scharfschützen in Stellung gehen.
Währenddessen versucht Warren LaSalle, Pressesprecher des Bürgermeisters von New York, diesen zur Zahlung des Lösegelds zu überreden. Der Bürgermeister liegt jedoch mit einer Erkältung im Bett und interessiert sich mehr für das Fernsehprogramm als für die Zahlung der Million Dollar aus der ohnehin klammen Stadtkasse. Erst als seine Frau darauf hinweist, dass er mit der Zahlung des Lösegelds weitere 18 Stimmen (die der Geiseln im Zug) bei der anstehenden Bürgermeisterwahl dazu gewinnt, gibt er das Geld frei.
Mit viel Glück und trotz eines sich unterwegs ereignenden Unfalls gelingt es, das Geld zu dem entführten Zug zu bringen. Nachdem sich die Polizei wie gefordert von dem Zug zurückgezogen hat, fahren die Gangster in die Nähe eines Tunnel-Notausstiegs, verlassen den Zug und setzen ihn ohne Fahrer wieder in Bewegung. Dazu überlisten sie mit Hilfe einer Hebel-Vorrichtung die Totmann-Bremse, eine Sicherheitsvorkehrung, die verhindert, dass ein Zug fahren kann, wenn nicht der U-Bahn-Fahrer einen Hebel bedient und gleichzeitig ein Pedal drückt. Die Polizei ist bereit, dem Weg der U-Bahn zu folgen, nicht wissend, dass sich die Entführer nicht mehr in dem Zug befinden. So rast der Zug mit stark überhöhter Geschwindigkeit durch die Tunnel, bis er an einer Kurve durch einen Nothalt automatisch gestoppt wird. Einer der Fahrgäste, ein Zivilpolizist, hat bei der Anfahrt des Zuges bemerkt, dass die Gangster nicht mehr an Bord sind, und springt aus dem Zug. Da er sich von seiner Maschinenpistole nicht trennen will, wird Mr. Grey von Mr. Blue erschossen, der dieses Verhalten als großes Risiko einschätzt, entdeckt zu werden. Mr. Greys Anteil von 250.000 Dollar nimmt Mr. Blue an sich. Als Nächstes erschießt der Zivilpolizist von hinten Mr. Brown. Garber, der eine Eingebung hat, kommt noch rechtzeitig in den Tunnel, bevor Mr. Blue den Zivilpolizisten erschießen kann.
Mr. Blue entzieht sich der Verhaftung durch Suizid, indem er mit einem Fuß die Stromschiene berührt. Zusammen mit Lt. Rico Patrone macht sich Garber auf, den letzten der Gangster, Mr. Green, zu finden, dem als Einzigem die Flucht aus dem Tunnel gelang. Da Mr. Green den Zug während der Aktion gefahren hat, vermutet Garber richtig, dass es sich bei ihm um einen gelernten U-Bahn-Fahrer handeln muss. Man überprüft alle ehemaligen Fahrer, die als kriminell entlassen wurden. Dabei verrät sich Mr. Green, der schon während der Entführung durch seine mit Niesen begleitete Erkältung aufgefallen ist, bei der Befragung in seiner Wohnung in den letzten Sekunden des Films durch sein Niesen.

## Synchronisation
| Rolle                         | Darsteller      | Synchronsprecher   |
| ----------------------------- | --------------- | ------------------ |
| Lt. Zachary „Zach“ Garber     | Walter Matthau  | Wolfgang Lukschy   |
| Mr. Blue – Bernard Ryder      | Robert Shaw     | Heinz Petruo       |
| Mr. Green – Harold Longman    | Martin Balsam   | Wolf Ackva         |
| Mr. Grey – Joe Welcome        | Hector Elizondo | Norbert Gastell    |
| Mr. Brown – George Steever    | Earl Hindman    | Alexander Allerson |
| Lt. Rico Patrone              | Jerry Stiller   | Thomas Braut       |
| Patrolman James               | Nathan George   | Horst Sachtleben   |
| Dave Doyle, Zugführer         | James Broderick | Hartmut Neugebauer |
| Frank Correll                 | Dick O’Neill    | Gerd Duwner        |
| Caz Dolowicz                  | Tom Pedi        | Gernot Duda        |
| Inspector Daniels             | Julius Harris   | Herbert Weicker    |
| Bürgermeister Al              | Lee Wallace     | Niels Clausnitzer  |
| Pressesprecher Warren LaSalle | Tony Roberts    | Manfred Schott     |

## Hintergrund
- Für die Dreharbeiten wurde ein stillgelegter U-Bahn-Tunnel in New York genutzt.
- Der Zugname Pelham 123 bezieht sich auf das damals bei den New Yorker U-Bahn-Leitstellen verwendete Verfahren zur Zuordnung der Züge: Pelham bezeichnet den Abfahrtsbahnhof Pelham Bay Park und 123 steht für die Abfahrtszeit 1:23 pm = 13:23 Uhr. Pelham Bay Park ist die nördliche Endstation der U-Bahn-Linie 6 in der Bronx. Der entführte Zug fährt entlang der IRT Pelham Line und IRT Lexington Avenue Line bis zur engen Wendeschleife mit dem Bahnhof South Ferry an der Südspitze Manhattans.
- In seiner Musik für den Mel-Gibson-Thriller Payback – Zahltag (1999) kopierte Chris Boardman die wesentlichen Stilmerkmale von David Shires aggressiv-jazziger Partitur.
- Die Szene im ersten Teil des Films, in welcher Lt. Rico Patrone (Jerry Stiller) den Managern der Tokioter U-Bahn vorgestellt wird, ist auch in der letzten Folge der achten Staffel der US-Sitcom King of Queens zu sehen, bei der Doug Heffernan (gespielt von Kevin James) entdeckt, dass sein Schwiegervater Arthur Spooner (Jerry Stiller) früher als Schauspieler gearbeitet hat.
- Im Film spielen zwei ehemalige James-Bond-Bösewichte mit. Zum einen Robert Shaw, der in James Bond 007 – Liebesgrüße aus Moskau neben Sean Connery mitspielte und zum anderen Julius Harris, welcher in Leben und sterben lassen neben Roger Moore den TeeHee spielte.
- Die Darsteller Dick O’Neill und Earl Hindman sind wiederum öfters in der Hand- und Heimwerker-Comedy-Serie Hör mal, wer da hämmert zu sehen – O’Neill als der ehemalige Lehrer, und Hindman als mysteriöser Nachbar (Wilson Wilson) der Hauptfigur (Tim Taylor).
- Die Verbrecherbande gibt sich Tarnnamen nach Farben (Mr. Blue, Mr. Green etc.). Diese Vorgehensweise beeinflusste Quentin Tarantinos Drehbuch von Reservoir Dogs, in dem die Gangster ebenso vorgehen.[2]

## Kritiken
„Dieser Thriller ist eine interessante Variante des gängigen Katastrophengenres. Walter Matthau brilliert in der Rolle des Lieutenant Garber, der den vier Gangstern den Kampf ansagt. Ein Thriller, der Nervenkitzel pur verbreitet – eine der besten Regiearbeiten von Joseph Sargent.“

„Insgesamt stellt Joseph Sargent keineswegs die Action ins Zentrum, sondern vielmehr die psychologischen Aspekte und den Ablauf der Entführung, die der ansonsten im TV beschäftigte Regisseur als Vorlage für eine äußerst straffe Inszenierung nutzt. ‚Stoppt die Todesfahrt der U-Bahn 1 2 3‘ ist dabei mehr Heist-Movie als Action-Thriller, verströmt aber dennoch aus jeder Pore die Paranoia des Katastrophengenres der 70er Jahre. […] Fazit: ‚Stoppt die Todesfahrt der U-Bahn 1 2 3‘ ist ein atmosphärisches Genrestück, das sich seinen guten Ruf trotz kleiner Defizite auch dank einer grandiosen Schlussszene redlich verdient hat.“

„Handwerklich solider und gut besetzter Actionfilm mit gelegentlichen Anflügen von Selbstironie.“

## Neuverfilmungen
- 1998 wurde unter der Regie von Félix Enríquez Alcalá eine Neufassung des Films für das Fernsehen gedreht, eine der Hauptrollen (Mr. Grey) übernahm Donnie Wahlberg. Der Film ist unter den deutschen Titeln U-Bahn-Inferno: Terroristen im Zug und Pelham Bay Park bekannt.
- Im September 2009 kam eine Neuverfilmung mit dem Titel Die Entführung der U-Bahn Pelham 123 unter der Regie von Tony Scott in die Kinos. Die Rolle des Lieutenant Garber wird darin von Denzel Washington übernommen. Dort ist Garber ein Fahrdienstleiter und kein Polizist. Garbers Vorname ist hier – in Reminiszenz an den Film von 1974 mit Walter Matthau – Walter, nicht Zachary. Sein Gegenspieler ist John Travolta.